# 蘭斯·林恩
麥可·蘭斯·林恩（英語：Michael Lance Lynn，1987年5月12日—），為美國職棒大聯盟的投手。先前他曾效力過紅雀、雙城、洋基、遊騎兵、白襪與道奇等隊。

## 職業生涯

### 聖路易紅雀

#### 2011年–2013年
2011年6月2日，林恩登上大聯盟。該年他投了34.1局，送出40次三振。這年的國聯冠軍賽，林恩在第二場只投了一顆球就拿下勝投。雖然他在世界大賽被艾德里安·貝爾垂和尼爾森·克魯斯演出背靠背開轟給震撼教育，不過最終紅雀仍成功封王。
2012年，因為克里斯·卡本特進入傷兵名單，因此林恩遞補上先發輪值。而他在前六場先發也繳出1.40的防禦率，其中6月13日，他更是主投7.1局送出12次三振無失分奪勝。他也成為大聯盟第二位先達成10勝的投手。
林恩在上半年投出11勝7敗，防禦率3.41，他也因此成功入選明星賽。結果他在下半季表現判若兩人，他在下半季前8場先發防禦率高達5.23。8月防禦率更是高達6.66，他也因此被喬·凱利取代先發位置。最終他拿下18勝7敗，防禦率3.78。2012年國家聯盟冠軍賽，林恩在第五場擔任先發面對巨人，結果吞下敗投，最後紅雀在3勝1敗領先時遭到巨人逆轉淘汰。
2013年，林恩開始減重。他在這年拿下15勝10敗，防禦率3.97。

#### 2014年–2017年
2014年，林恩持續減重，而他在春訓比賽曾達成單場投出10次三振的紀錄，其中後面連續送出8次三振。他在4月14日面對釀酒人的比賽曾投出7局送出11次三振無失分的代表作。而他更是在4月19日敲出大聯盟首安。
5月27日，他面對洋基隊投出生涯第一次完投勝。他在6月23日達成生涯500次三振。6月23日，他在有投手墳場之稱的庫爾斯球場先發面對洛磯隊，他主投8局無失分。這年紅雀隊再度闖進季後賽，林恩在國聯分區賽和國聯冠軍賽分別先發1場，防禦率為3.08。
2015年1月15日，林恩與紅雀簽下3年2200萬美元的延長合約。4月15日，他拿下生涯50勝。後來他在6月7日投球時右前臂感到緊繃，最後被放進傷兵名單。他在回歸大聯盟的首次先發便繳出主投6局無失分的成績。
8月13日，林恩投出生涯最慘的一役。他僅投0.2局便狂丟7分。最後他整年拿下12勝11敗，防禦率3.03。隔年他更是動了湯米·約翰手術而整季報銷。
2017年，林恩重返紅雀。該年他先發33場比賽，拿下11勝8敗，防禦率3.43。他的被打擊率2成44為全大聯盟最低，速球均速也領先大聯盟超過80%的投手。球季結束後，林恩首次成為自由球員。

### 明尼蘇達雙城
2018年3月12日，林恩與雙城隊簽下1年1,200萬美元的合約。他在雙城初登板第一局便狂丟5分，最後他在雙城留下7勝8敗，防禦率5.10的成績。

### 紐約洋基
2018年7月30日，雙城隊將林恩交易至洋基，換來泰勒·奧斯汀和Luis Rijo。洋基原本打算將林恩放在牛棚擔任長中繼，不過在桑尼·葛雷陷入低潮期間，林恩擔任了洋基先發投手。

### 德州遊騎兵
2018年12月18日，林恩與遊騎兵隊簽下3年3,000萬美元的合約。
2019年，他投出16勝11敗，防禦率3.67。但他也投出大聯盟最多的18次暴投，而他在美聯賽揚獎票選拿下第五名。
2020年8月9日，林恩投出生涯100勝。

### 芝加哥白襪
2020年12月7日，白襪隊用新秀丹恩·唐寧和Avery Weems向遊騎兵交易林恩。

## 個人生活
林恩在2010年10月結婚，不過兩人生下1個女兒後離婚。後來林恩再婚，他的第二任妻子之前就有一個女兒，所以林恩目前有2個女兒。
而他從小是一名洋基球迷。

## 外部連結
- 球員資訊和成績在MLB ，ESPN ，Retrosheet ，Baseball Reference ，Baseball Reference (Minors) ，Fangraphs ，The Baseball Cube （英文）
- 蘭斯·林恩在台灣棒球維基館上的頁面（繁體中文）